# Статья 377 Уголовного кодекса Индии
Статья 377 Уголовного кодекса Индии, вступившая в силу в 1861 году во времена колониального господства Великобритании и предполагавшая уголовное наказание за «неестественные преступления», под которыми подразумеваются «акт плотской связи с мужчиной, женщиной или животным».
В 2009 году Высший суд Дели отменил статью, признав её дискриминационной. Решение суда было опротестовано в Верховном суде страны, который 11 декабря 2013 года постановил, что решение об отмене статьи уголовного кодекса должно приниматься парламентом страны, а не судом, и что Высший суд Дели превысил свои полномочия. Тем самым Верховный суд вернул в силу статью 377, призвав, однако, правительство Индии принять законодательство, предусматривающее удаление статьи 377 из уголовного кодекса. 6 сентября 2018 года в ходе пересмотра решения Верховный суд признал статью противоречащей Конституции Индии и отменил её.

## Текст статьи
Статья 377 Уголовного Кодекса Индии гласит:
| 377. Неестественные преступления: Лицо, добровольно совершившее противоречащий природе акт плотской связи с мужчиной, женщиной или животным, наказывается пожизненным лишением свободы или лишением свободы на срок до десяти лет, а также денежным штрафом. Примечание: Для применения статьи достаточно наличия доказанного полового акта с проникновением. Оригинальный текст (англ.)377. Unnatural offences: Whoever voluntarily has carnal intercourse against the order of nature with any man, woman or animal, shall be punished with imprisonment for life, or with imprisonment of either description for term which may extend to ten years, and shall also be liable to fine. Explanation: Penetration is sufficient to constitute the carnal intercourse necessary to the offense described in this section. — Indian Penal Code, Section 377 |

Статья конкретно не указывает ЛГБТ и теоретически может быть применена в отношении гетеросексуалов, уличённых в оральном или групповом сексе.
Таким образом, добровольные гомосексуальные контакты могут наказываться тюремным заключением сроком до 10 лет. В «особо тяжёлых случаях» может применяться пожизненное заключение.
Однако статья не может быть применена по отношению к двум женщинам, состоящим в лесбийской связи, так как в этом случае нет проникающего полового акта.
По мнению обозревателей, статья 377 почти никогда не используется в целях судебного преследования лиц, добровольно вступающих в гомосексуальные контакты, однако она часто применяется индийской полицией для репрессий в отношении ЛГБТ.

## Движение за отмену статьи
Наказание за «противоестественные преступления» было предусмотрено статьей 377 индийского уголовного кодекса, принятого ещё в 1861 году во времена британского господства. По мнению многих исследователей, эта статья — пережиток колониальной истории страны. Она была создана по образу и подобию аналогичной статьи Уголовного Кодекса Великобритании. Однако, в самой Великобритании подобная статья была отменена ещё в 1967 году.
Ещё в 2006 году индийскому правительству было представлено открытое письмо ста известных индийцев, призвавшее к отмене нарушающего права человека закона. В числе авторов письма — индийский писатель Викрам Сет, индийский романист Арундати Рой, американская писательница бенгальского происхождения Джумпа Лахири и другие. Петицию поддержал также и известный индийский экономист, философ и социолог Амартья Сен.
За отмену статьи выступила и Национальная организация по контролю за СПИДом Индии, утверждая, что этот закон препятствует осуществлению мер для профилактики ВИЧ. Согласно данным организации, только 6 % всех мужчин, практикующих секс с мужчинами в Индии имеют доступ к услугам по профилактике, лечению, уходу и поддержке в связи с ВИЧ, так как большинство из них не хотят признавать наличие у них однополых контактов, опасаясь шантажа, запугивания и насилия со стороны правоприменительных органов.
В 2005—2009 годах в крупных городах страны — Мумбаи, Калькутте и Бангалоре прошли многочисленные митинги и протесты ЛГБТ-активистов и правозащитных организаций.
Согласно оценкам исследователей, в Индии может проживать более 50 миллионов гомосексуальных и бисексуальных мужчин, из которых около 80 % состоят в браке с женщиной и ведут двойную жизнь. Кроме того, в стране насчитывается от 50 до 500 тысяч хиджра. Правительство страны исходит из 2,5 миллионов гомосексуалов.
Ещё с начала дискуссий об отмене 377 статьи ситуация в стране постепенно начала меняться. Многие СМИ стали писать на тему прав ЛГБТ, соответствующие темы появились и в индийских фильмах («Огонь», «Близкие друзья», «Путешествие» и другие), в стране прошли первые гей-прайды, что в предыдущие годы было невозможно вообразить. Туристические агентства Индии начинают развитие ЛГБТ-туризма. Стали открываться первые специализированные магазины для ЛГБТ.

## Отмена статьи и решение Верховного суда
Высший суд Дели 2 июля 2009 года постановил, что наказание за однополые отношения совершеннолетних лиц по обоюдному согласию противоречит Конституции страны. Однако, статья может применяться и дальше в случаях секса с участием несовершеннолетних и принуждения к сексу.
Решение Высшего суда Дели вызвало возмущение представителей как правящей партии, так и оппозиции, а также многих общественных и религиозных организаций. В частности, в 2011 году министр здравоохранения Гхулам Наби Азад назвал гомосексуальность «быстро распространяющейся болезнью», проникшей в Индию извне. Кардинал Римско-католической церкви в Индии и архиепископ Бомбея Освальд Грасиас выразил мнение о том, что Католическая церковь не призывает к криминализации гомосексуальности, но выступает против легализации однополых браков.
Отмена статьи была обжалована в Верховном суде Индии различными политическими, общественными и религиозными организациями. Рассмотрение жалоб в Верховном суде было начато 15 февраля 2012 года. Своим решением от 11 декабря 2013 года Верховный суд Индии отменил решение Высокого суда Дели от 2009 года и вернул в действие статью 377. По мнению судьи Верховного суда, суд Дели превысил свои полномочия, поскольку отмена статей уголовного кодекса находится в компетенции парламента и правительства страны. В свою очередь, суд призвал парламент принять законодательство по данному вопросу, предусматривающее удаление раздела 377 из уголовного кодекса Индии в соответствии с рекомендациями генерального прокурора. По сообщениям министра юстиции Индии Капила Сибала, правительство будет соблюдать постановление Верховного суда.
В ответ на решение Верховного суда в Дели и других крупных городах прошли массовые протесты ЛГБТ. Верховный комиссар ООН по правам человека Нави Пиллэй осудила восстановление уголовной ответственности за однополые сексуальные контакты и заявила, что эта мера противоречит международным нормам. Активисты различных организаций назвали решение Верховного суда разочаровывающим и пообещали опротестовать его. Организация «Международная амнистия» также объявила о нарушении прав человека. Объединённая программа Организации Объединённых Наций по ВИЧ/СПИДу (ЮНЭЙДС) также отметила, что отмена статьи 377 в 2009 году была важной вехой в борьбе с гомофобией и с дискриминацией ВИЧ-инфицированных. По данным ЮНЭЙДС, в течение последних четырёх лет после отмены этой статьи в стране на 50 % увеличилось число учреждений, оказывающих услуги в области ВИЧ для представителей сексуальных меньшинств.
Уже 20 декабря 2013 года правительство Индии направило в Верховный суд петицию с просьбой пересмотреть своё решение о возврате уголовного преследования за гомосексуальные контакты, мотивировав это тем, что такое преследование нарушает права человека на равенство. 28 января 2014 года Верховный суд отказался пересмотреть своё решение, тем самым сохранив в силе статью 377 и, вместе с ней, и уголовную ответственность за однополые сексуальные контакты.
6 сентября 2018 года в ходе пересмотра решения Верховный суд признал статью противоречащей Конституции Индии и отменил её.